# Dennis Hastert
John Dennis Hastert (* 2. ledna 1942, Aurora, Illinois) je americký politik za Republikánskou stranu USA. V letech 1999–2007 působil jako předseda Sněmovny reprezentantů Spojených států amerických. V roce 2016 byl odsouzen za bankovní podvod. Při vynesení rozsudku Hastert přiznal, že sexuálně zneužíval chlapce, které ještě jako středoškolský učitel trénoval. Na svobodu byl propuštěn po třinácti měsících v červenci 2017.